# Enrico Janoschka
Enrico Janoschka (ur. 29 lipca 1975 w Güstrow) – niemiecki żużlowiec, występujący również na długim torze i na trawie.

## Życiorys
Trzykrotny złoty medalista drużynowych mistrzostw świata na długim torze (2007, 2009, 2014); dwukrotny brązowy medalista indywidualnych mistrzostw Europy na torze trawiastym (2000, 2014); czterokrotny medalista indywidualnych mistrzostw Niemiec na długim torze: srebrny (2005) oraz trzykrotnie brązowy (2003, 2007, 2013).